# Cantó de Puèg l'Avesque
El cantó de Puèg l'Avesque és un cantó francès del departament de l'Òlt, situat al districte de Caors. Té 16 municipis i el cap és Puèg l'Avesque.

## Municipis
- Cassanhas
- Duravèl
- Floressàs
- Gresèls
- La Capèla Cabanac
- La Gardèla
- Maurós
- Montcabrièr
- Pescadoiras
- Praissac
- Puèg l'Avesque
- Sent Martin lo Redond
- Serinhac
- Soturac
- Tosac
- Vira

## Història
| Data d'elecció                           | Identitat         | Partit           | Qualitat |
| ---------------------------------------- | ----------------- | ---------------- | -------- |
| 1946-1988                                | Ernest Marcouly   | SFIO, després PS |          |
| 1988-2001                                | Bernard Charles   | MRG              |          |
| 2001-                                    | Serge Bladinières | PRG              |          |
| les dades anteriors no són pas conegudes |                   |                  |          |
|                                          |                   |                  |          |

## Demografia
| 1962  | 1968  | 1975  | 1982  | 1990  | 1999  | 2006  |
| ----- | ----- | ----- | ----- | ----- | ----- | ----- |
| 8.310 | 9.094 | 9.109 | 9.115 | 9.168 | 8.967 | 9.267 |